# فوشان ۲۷۸۹
سیارک ۲۷۸۹ (به انگلیسی: 2789 Foshan، نامگذاری:1956XA) دو هزار و هفتصد و هشتاد و نهمین سیارک کشف شده‌است که در ۶ دسامبر ۱۹۵۶ کشف شد.
قدر مطلق سیارک برابر ۱۳٫۶۰ است.